# Rosen (Name)
Rosen oder Rosén ist ein Vor- und Familienname.

## Namensträger

### A
- Aby Rosen (* 1960), deutsch-amerikanischer Unternehmer, Investor und Kunstsammler
- Adam Rosen (1984–2021), britischer Rennrodler
- Adolf Eugène von Rosen (1797–1886), schwedischer Offizier und Eisenbahnunternehmer
- Al Rosen (Albert Leonard Rosen; 1924–2015), US-amerikanischer Baseballspieler
- Alexander von Rosen (Generalmajor) (1780–1833), russischer Generalmajor
- Alexander von Rosen (Schauspieler) (1930–2014), deutscher Schauspieler
- Alexander Rosen (Fußballspieler) (* 1979), deutscher Fußballspieler
- Alexei von Rosen (1811–1879), russischer Generalmajor
- Aliza Rosen (* 1939), israelische Schauspielerin
- Alfred von Rosen (1825–1912), deutscher Beamter
- Amy Sue Rosen (1955–2003), US-amerikanische Tänzerin und Choreografin
- Andreas Hermann Heinrich von Rosen (1799–1884), russischer Dekabrist
- Anna Hammar-Rosén (um 1735–1805), schwedische Verlegerin und Journalistin
- Anna Wassiljewna von Rosen (1797–1883), russische Baronesse
- Anton Rosen (Architekt) (1859–1928), dänischer Architekt und Hochschullehrer
- Anton Rosen (Heimatforscher) (1892–1979), deutscher Lehrer und Heimatforscher
- Anton Rosén (* 1991), schwedischer Speedway-Fahrer

### B
- Barbara Rosen (1949–1986), deutsche Sängerin
- Beatrice Rosen (* 1984), französische Schauspielerin
- Benjamin M. Rosen (* 1933), US-amerikanischer Investor
- Berta Kraus-Rosen (1904–1981), tschechoslowakisch-israelische Schriftstellerin

### C
- Carl Rosen (Dichter) (eigentlich Carl Friedrich Richter; 1811–1862), deutscher Dichter, Schriftsteller und Revolutionär
- Carl von Rosen (1819–1891), dänischer Kammerherr
- Carl Gustaf von Rosen (1909–1977), schwedischer Pilot
- Carl Wilhelm Ludwig von Rosen (1788–1853), deutscher Amtmann, siehe Wilhelm von Rosen
- Charles Rosen (Informatiker) (Charles Abraham Rosen; 1917–2002), kanadischer Informatiker
- Charles Rosen (Musiker) (1927–2012), US-amerikanischer Pianist und Musiktheoretiker
- Charles Rosen (Szenenbildner) (1930–2012), US-amerikanischer Szenenbildner
- Clarence von Rosen (1867–1955), schwedischer Sportfunktionär
- Clarence von Rosen (Reiter) (1903–1933), schwedischer Reiter
- Claus Freiherr von Rosen (* 1943), deutscher Offizier und Erziehungswissenschaftler
- Conrad von Rosen (1628–1715), livländischer General

### D
- David Rosen (* 1951), britischer Rabbiner
- Donn Rosen (1929–1986), US-amerikanischer Fischkundler

### E
- Edgar R. Rosen (1911–1994), amerikanisch-deutscher Politikwissenschaftler
- Edwin Rosen (* 1998), deutscher Musiker
- Elie Rosen (* 1971), österreichischer Jurist und Betriebswirt
- Elsa-Marianne von Rosen (1924–2014), schwedische Tänzerin und Schauspielerin
- Eric von Rosen (1879–1948), schwedischer Forschungsreisender
- Eric Rosen (* 1993), US-amerikanischer Schachspieler
- Erich Dietrich von Rosen (General) (1650–1701), deutschbaltischer General
- Erich Dietrich von Rosen (Ritterschaftshauptmann) (1689–1735), estländischer Ritterschaftshauptmann
- Erwin Rosen (1876–1923), deutscher Schriftsteller und Journalist

### F
- Franz Rosen (1849–1912), deutscher Stadtentwickler, siehe Franz und Joseph Rosen #Franz Rosen
- Franz Rosen, Pseudonym von Margarethe von Sydow (1869–1945), deutsche Schriftstellerin
- Friedrich von Rosen (Generalleutnant) (1767–1851), russischer Generalleutnant
- Friedrich von Rosen (Mineraloge) (1834–1902), russischer Mineraloge
- Friedrich Rosen (Politiker) (auch Fritz Rosen; 1856–1935), deutscher Orientalist, Hochschullehrer, Diplomat und Politiker
- Friedrich August Rosen (1805–1837), deutscher Orientalist und Sanskritist
- Friedrich Ernst Ballhorn-Rosen (1774–1855), deutscher Jurist und Kanzler
- Fritz Rosen (Grafiker) (1890–1980), deutscher Grafiker

### G
- Georg von Rosen (Dichter) (1800–1860), russischer Dichter
- Georg Rosen (Diplomat, 1820) (1820–1891), deutscher Iranist, Turkologe und Diplomat
- Georg von Rosen (Maler) (1843–1923), schwedischer Maler
- Georg Rosen (Diplomat, 1895) (1895–1961), deutscher Jurist und Diplomat
- Georg Andreas von Rosen (1781–1841), russischer General der Infanterie
- Georg Gustav von Rosen (1645–1737), livländischer General
- George Rosen (1910–1977), US-amerikanischer Arzt und Medizinhistoriker
- Gerhard von Rosen (1856–1927), deutsch-baltischer Maler
- Gottlieb von Rosen (1822–1892), deutscher Landrat
- Gustav Friedrich von Rosen (1688–1769), livländischer General

### H
- Haiim B. Rosén (1922–1999), israelischer Linguist
- Hannah Rosén (* 1931), israelische Linguistin
- Hans von Rosen (Politiker) (1870–1945), deutsch-baltischer Politiker
- Hans von Rosen (Reiter) (1888–1952), schwedischer Springreiter
- Hans von Rosen (Verbandsfunktionär) (1900–1999), deutscher Rittergutsbesitzer und Vertriebenenfunktionär
- Hans Rosen (Fußballspieler) (1913–1966), deutscher Fußballspieler
- Harold A. Rosen (1926–2017), US-amerikanischer Ingenieur
- Harry Rosen (Mobster), US-amerikanischer Mobster
- Harry Rosen (Unternehmer) (* 1931), kanadischer Bekleidungsunternehmer
- Harry von Rosen-von Hoewel (1904–2003), deutscher Jurist, Richter und Ministerialbeamter
- Harvey S. Rosen (* 1949), US-amerikanischer Wirtschaftswissenschaftler
- Heiko Rosen (* 1967), deutscher Radrennfahrer

### J
- Jacky Rosen (* 1957), US-amerikanische Politikerin
- Jan Rosen (1854–1936), polnischer Maler
- Jan Henryk Rosen (1891–1982), polnischer Maler
- Jay Rosen (Journalist) (* 1956), US-amerikanischer Journalist und Hochschullehrer
- Jay Rosen (Musiker) (* 1961), US-amerikanischer Jazzschlagzeuger
- Jeffrey Rosen (* 1964), US-amerikanischer Jurist und Hochschullehrer
- Jeffrey A. Rosen (* 1958), US-amerikanischer Jurist und Politiker
- Jelka Rosen (1868–1935), französische Malerin und Schriftstellerin
- Jerome Rosen (Komponist) (1921–2011), US-amerikanischer Komponist, Klarinettist und Saxophonist
- Jerome Rosen (Violinist) (* 1939), US-amerikanischer Violinist, Pianist und Poet
- Joel Rosen (1928–1998), US-amerikanischer Pianist
- Johan Rosén (* 1967), schwedischer Eishockeyspieler
- Jonas von Rosen (1834–1881), deutscher Verwaltungsbeamter
- Joseph Rosen (1825–1884), deutscher Stadtentwickler, siehe Franz und Joseph Rosen
- Joseph D. Rosen (1935–2020), US-amerikanischer Lebensmitteltoxikologe
- Josh Rosen (Musiker) (* um 1974), US-amerikanischer Jazzmusiker und Hochschullehrer
- Josh Rosen (Joshua Ballinger Lippincott Rosen; * 1997), US-amerikanischer American-Football-Spieler

### K
- Karl Gustav von Rosen (1706–1772), preußischer Generalmajor
- Kathinka von Rosen (1837–1919), deutsche Autorin
- Kenneth Rosén (1949–2004), schwedischer Fußballtrainer
- Kjell Rosén (1921–1999), schwedischer Fußballspieler
- Klaus Rosen (* 1937), deutscher Althistoriker
- Klaus-Henning Rosen (* 1938), deutscher Publizist
- Kunz von der Rosen (um 1470–1519), Berater und Hofbeamter

### L
- Larry Rosen (1940–2015), US-amerikanischer Musikproduzent und Medienunternehmer
- Lawrence Rosen (* 1957), US-amerikanischer Manager
- Leo Rosen (um 1910–nach 1967), US-amerikanischer Kryptoanalytiker
- Leonhard Rosen (um 1532–1591), deutscher Zisterzienserabt
- Lia Rosen (1893–1972), österreichisch-israelische Schauspielerin
- Lisa Rosen (* 1975), deutsche Erziehungswissenschaftlerin
- Louis Rosen (1918–2009), US-amerikanischer Physiker

### M
- Magnus Rosén (* 1963), schwedischer Musiker
- Marion Rosen (1914–2012), deutsch-US-amerikanische Physiotherapeutin
- Martin Rosen (Schauspieler) (1907–1981), deutscher Schauspieler, Synchronsprecher und Sänger
- Martin Rosen, eigentlicher Name von Moishe Rosen (1932–2010), US-amerikanischer Missionar
- Martin Rosen (Regisseur) (* 1936), US-amerikanischer Filmregisseur und Produzent
- Maud von Rosen-Engberg (1902–1988), schwedische Bildhauerin und Autorin
- Max Rosen (Schauspieler), deutscher Schauspieler
- Max Rosen (Tubist), deutscher Tubist
- Max Rosen (Violinist) (1900–1956), rumänisch-US-amerikanischer Violinist
- Michael Rosen (Mathematiker) (* 1938), US-amerikanischer Mathematiker
- Michael Rosen (Schriftsteller) (* 1946), britischer Schriftsteller und Redakteur
- Michael Rosen (Saxophonist) (* 1963), US-amerikanischer Jazzmusiker
- Michael Rosen (Produzent), US-amerikanischer Musikproduzent
- Michael K. Rosen (* 1965), US-amerikanischer Biophysiker
- Michaela Rosen (* 1956), österreichische Schauspielerin
- Mikael Rosén (Badminton) (* 1967), schwedischer Badmintonspieler
- Mikael Rosén (Fußballspieler) (* 1974), schwedischer Fußballspieler
- Moishe Rosen (1932–2010), US-amerikanischer Missionar
- Monica von Rosen Nestler (* 1943), schwedisch-schweizerische Künstlerin, Fotografin und Autorin

### N
- Nathan Rosen (1909–1995), US-amerikanischer Physiker
- Nils Rosén von Rosenstein (1706–1773), schwedischer Mediziner
- Nils Rosén (Zoologe) (1882–1970), schwedischer Zoologe
- Nils Rosén (Fußballspieler) (1902–1951), schwedischer Fußballspieler

### O
- Otto von Rosen († 1715), sächsischer Generalmajor

### P
- Petko Rosen (1880–1944), bulgarischer Autor und Politiker, siehe Petko Rossen
- Philip Rosen (1888–1951), US-amerikanischer Kameramann und Filmregisseur
- Pinchas Rosen (1887–1978), israelischer Politiker

### R
- Ralph Mark Rosen (* 1956), US-amerikanischer Klassischer Philologe
- Reinhold von Rosen (General) (1605–1667), deutschbaltischer Adliger und französischer General
- Reinhold Carl von Rosen (1666–1744), deutschbaltischer Adliger und französischer General
- Richard von Rosen (1922–2015), deutscher Generalmajor
- Rita Rosen (* 1948), deutsche Sozialwissenschaftlerin und Hochschullehrerin
- Roee Rosen (* 1963), israelischer Konzeptkünstler, Autor und Filmemacher
- Roman Romanowitsch Rosen (1847–1921), russischer Politiker
- Rüdiger von Rosen (* 1943), deutscher Betriebswirt und Hochschullehrer

### S
- Schlomo Rosen (1905–1985), israelischer Politiker
- Sigismund von Rosen (1827–1864), dänischer Offizier
- Suse Rosen (1910–1968), deutsche Ballerina
- Sven Rosén (1887–1963), schwedischer Turner

### T
- Tobias Rosen (* 1983), deutscher Schauspieler
- Trude Rosen (1912–1995), österreichische Schauspielerin

### V
- Valeska von Rosen (* 1968), deutsche Kunsthistorikerin und Hochschullehrerin
- Viktor von Rosen (1849–1908), deutschbaltischer Orientalist

### W
- William Rosen (1929–2019), US-amerikanischer Bridgespieler
- Willy Rosen (1894–1944), deutscher Komponist und Kabarettist
- Willy Rosen (Schachspieler) (* 1933), deutscher Schachspieler
- Woldemar von Rosen (General, 1742) (1742–1790), russischer Generalleutnant
- Woldemar von Rosen (General, 1810) (1810–1868), russischer Generalleutnant

### Z
- Zvi Rosen (* 1947), israelischer Fußballspieler
- Zvi H. Rosen (1925–2014), israelischer Philosoph

### Vorname
- Rosen Plewneliew (* 1964), bulgarischer Politiker, siehe Rossen Plewneliew